# النا آلبو
اِلنا آلبو (رومانیایی: Elena Albu؛ ‏ ۱ سپتامبر ۱۹۴۹ – ۱۶ مارس ۲۰۰۳) بازیگر اهل رومانی بود. وی دانش‌آموختهٔ دانشگاه ملی فیلم و تئاتر کاراجیاله بود.
از فیلم‌هایی که وی در آن‌ها نقش داشته‌است، می‌توان به خواب جزیره و از میان خاکسترهای امپراتوری اشاره نمود.